# Valtellina (vin)
Valtellina är östvästlig alpdal i Lombardiet i norra Italien där vinerna Valtellina DOC och Valtellina Superiore DOCG tillverkas. Floden Adda rinner genom dalen och längs de mest solbelysta bergssluttningarna odlas det vindruvor sedan antiken. På grund av de branta sluttningarna sker nästan all odling i stenterrasser av flata stenar. 
Valtellina Superiore DOC och DOCG får tillverkas i kommunerna Ardenno, Tirano, Piateda och Ponte längs Addas högra sida samt i kommunerna Villa di Tirano och Albosaggia på flodens vänstra sida. Detta beroende på att dalen går mer i nord-sydlig riktning i dess östra del. Alla kommunerna ligger i provinsen Sondrio.
Valtellina Superiore DOC
- Tillåtna druvor: Nebbiolo (Chiavennasca) minst 80%.
- Lägsta alkoholhalt 11%, för Sforzato 14%.
- Lagrats i minst 6 månader, för Sforzato 2 år.

Valtellina Superiore DOCG
- Tillåtna druvor: Nebbiolo (Chiavennasca) minst 90%.
- Lägsta alkoholhalt 12%, för Riserva 14%.
- Lagrats i minst 2 år varav minst ett år skall vara på fat, för Riserva 3 år.

Vin tappat inom den schweiziska delen av Valtellina betecknas med Stagafassli.